# Felix Scherl (úředník)
Felix Scherl (19. července 1799 Prášily – 23. dubna 1863 Praha) byl rakouský státní úředník a politik z Čech, během revolučního roku 1848 poslanec Říšského sněmu.

## Biografie
Narodil se v obci Prášily (Stubenbach). Roku 1849 se uvádí jako Felix Scherl, komorní rada v Praze.
Během revolučního roku 1848 se zapojil do veřejného dění. Ve volbách roku 1848 byl zvolen na ústavodárný Říšský sněm. Zastupoval volební obvod Sušice. Tehdy se uváděl coby komorní rada. Řadil se k sněmovní pravici.